# Такоб
Такоб (тадж. Тагоб) — посёлок городского типа в Варзобском районе Таджикистана. Расположен на южных склонах Гиссарского хребта в 44 км от железнодорожной станции Душанбе.
Статус посёлка городского типа с 1950 года. По данным БСЭ в Такобе велась добыча плавикового шпата, действовала обогатительная фабрика.

## Население
| 1959 | 1970 | 1979 | 1989 | 2013 | 2015 | 2019 | 2020 | 2022 |
| ---- | ---- | ---- | ---- | ---- | ---- | ---- | ---- | ---- |
| 4328 | 1859 | 1814 | 1745 | 2200 | 2400 | 2500 | 2600 | 2900 |